# Showdanser
|  | Denne artikel er oprettet af botten PalnaBot ud fra en ekstern database. Den kan derfor have sproglige fejl eller mangler. Denne skabelon kan fjernes efter kontrol af indholdet. |

Showdanser er en portrætfilm fra 2002 instrueret af Aage Rais-Nordentoft efter eget manuskript.

## Handling
Redir er 12 år og fra Viby, Jylland. Redir har lært at danse som Michael Jackson ved at se hans musikvideoer igen og igen. Redir skal til optagelsesprøve på et lokalt danseteater, hvor han også skal synge. Dansen er en vigtig del af Redirs liv, med det er vennerne og familien også.